# Tamerlano

Tamerlano (HWV 18) est un opéra en trois actes de Georg Friedrich Haendel sur un livret (en italien) de Nicola Francesco Haym. La première représentation eut lieu le 31 octobre 1724 au King's Theater de Londres, pour le compte de la Royal Academy of Music.

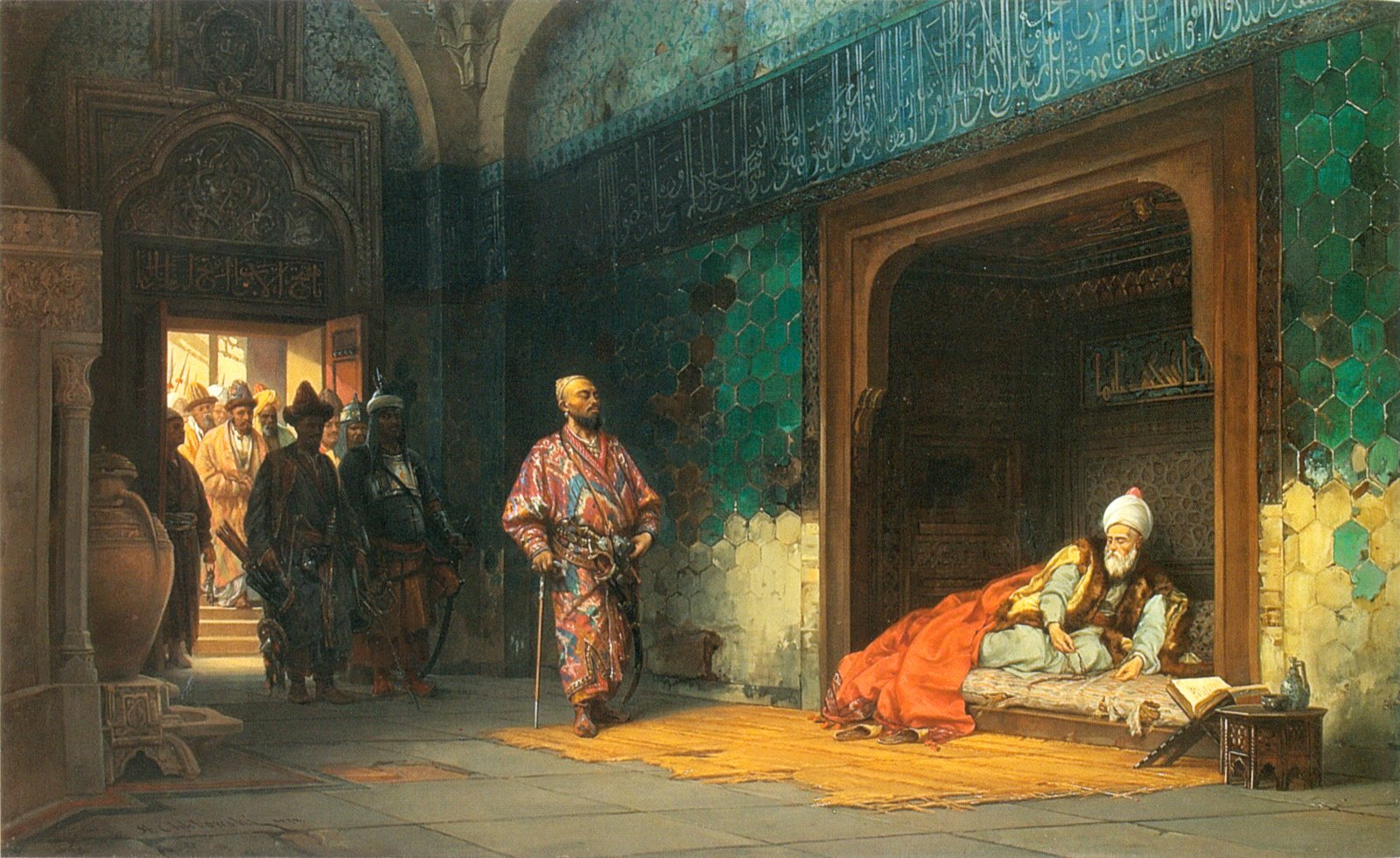
Tamerlan et Bajazet

## Description
Le texte du livret fut adapté par Haym du Tamerlano d'Agostino Piovene, opéra mis en musique par Francesco Gasparini en 1710. L'origine du texte de Piovene était la pièce de Nicolas Pradon intitulée Tamerlan, ou La Mort de Bajazet, ce dernier ayant puisé son inspiration dans l' Historia Byzantiae du chroniqueur Michel Doukas. L'intrigue s'inspire donc de l'histoire de Tamerlan et du sultan ottoman Bajazet qu'il a vaincu et fait prisonnier.
Haendel avait d'ailleurs probablement connu en Italie l'opéra Il gran Tamerlano d'Alessandro Scarlatti sur un livret d'Antonio Salvi, également tiré de la pièce de Pradon, opéra représenté à Florence en 1706, soit à peu près l'époque où Haendel séjourna dans cette ville. Antonio Vivaldi utilisa quant à lui le livret de Piovene en 1735 pour composer Il Tamerlano.
Tamerlano est l'une des œuvres majeures de Haendel, composée en l'espace de vingt jours, en juillet 1724, année où il écrit deux autres chefs-d'œuvre : Giulio Cesare in Egitto et Rodelinda. Cette première version fut plusieurs fois remaniée.
Eve Meyer remarque que le rôle de Bajazet est l'un des premiers rôles principaux de ténor à l'opéra, et souligne le rôle de l'opéra dans l'engouement de l'époque pour les turqueries.

## Rôles
| Rôle                                                | Tessiture     | Première distribution, 31 octobre 1724 |
| --------------------------------------------------- | ------------- | -------------------------------------- |
| Tamerlano, Empereur des Tartares                    | alto castrat  | Andrea Pacini                          |
| Bajazet, Sultan des Turcs                           | ténor         | Francesco Borosini                     |
| Asteria, Fille de Bajazet                           | soprano       | Francesca Cuzzoni                      |
| Andronico, Prince grec                              | alto castrato | Senesino                               |
| Irene, Princesse de Trébizonde, promise à Tamerlano | alto          | Anna Dotti                             |
| Leone, ami d'Andronico et de Tamerlano              | basse         | Giuseppe Maria Boschi                  |

## Airs
- « Forte e lieto a morte andrei » (Bajazet),
- « Ciel e terra armi disdegno » (Bajazet),
- « Empio per farti guerra » (Bajazet),
- « Bella Asteria » (Andronico),
- « Se non mi vuol amar » (Asteria),
- « Par che mi nasca » (Irene).

## Argument
L'action se passe à Brousse en 1402.
L'opéra commence par une ouverture à la française suivie d'un menuet.

### Acte I
Le sultan ottoman Bajazet, qui a été vaincu, est amené enchaîné à la cour du vainqueur, Tamerlano. Celui-ci a ordonné à Andronico de lui faire ôter ses chaînes, mais Bajazet se défie de cette décision. Il ajoute que la seule raison qui l'empêche de se suicider est son amour pour sa fille, Asteria (aria Forte e lieto a morte andrei). Tamerlano arrive et ordonne à Andronico de tenter d'obtenir le consentement de Bajazet et d'Asteria à ce que celle-ci l'épouse. Il y aurait une récompense pour Andronico qui deviendrait roi de Grèce et recevrait pour femme Irene ainsi que pour Bajazet qui serait libéré. Andronico est ennuyé, car c'est lui qui a présenté Asteria à Tamerlano dans le seul but qu'elle tente d'obtenir sa pitié, et le résultat c'est que Tamerlano est tombé amoureux d'elle. Tamerlano parle à Asteria de ses intentions et de l'offre qu'il a faite à Andronico. Asteria est furieuse contre Andronico, persuadée que ce dernier l'a trahie. Bajazet repousse avec hauteur la proposition de Tamerlano ; de plus il est en colère contre Asteria, persuadé qu'il est que sa fille est tentée d'accepter l'offre de son ennemi. Cependant, restée seule, Asteria avoue que malgré la trahison apparente d'Andronico, ses sentiments pour lui n'ont pas changé. Irene arrive et apprend qu'elle ne doit plus épouser Tamerlano, mais Andronico. Celui-ci lui dit qu'elle peut encore renverser la situation et lui suggère de prétendre qu'elle est la confidente d'Irene et de se faire recevoir par Tamerlano. Elle accepte de tenter ce plan, cependant qu'Andronico rumine sa situation difficile.

### Acte II
Tamerlano informe Andronico qu'Asteria a accepté de l'épouser et s'en réjouit. Andronico reproche à Asteria d'avoir accepté ce mariage. Elle lui répond en prétextant sa propre trahison, et part rejoindre Tamerlano. Andronico ne voit plus d'espoir que dans le refus de Bajazet pour récupérer l'amour d'Asteria. Irène, travestie en servante, se présente devant Tamerlano et Asteria. Celle-ci lui promet de l'aider à épouser Tamerlano. Irène reprend espoir. Andronico informe Bajazet qu'Asteria a accepté d'épouser Tamerlano, ce qui le rend furieux contre sa fille. Il jure d'empêcher ce mariage. Resté seul, Andronico se lamente de l'inconstance d'Asteria. Devant Tamerlano, Bajazet renie sa fille. Celle-ci, atterrée, repousse Tamerlano et révèle qu'elle n'avait accepté le mariage que par ruse et projetait de l'assassiner. Tamerlano renonce alors à Asteria. Cette dernière retrouve l'estime de son père et accepte l'amour d'Andronico, ouvrant ainsi la possibilité pour Irène d'épouser Tamerlano.

### Acte III
Bajazet propose à sa fille Asteria de partager du poison pour se suicider afin d'éviter le déshonneur de la captivité. Andronico se lamente d'avoir intercédé auprès d'Asteria en faveur de Tamerlano, et devant celui-ci, se déclare son rival. Tamerlano est rendu furieux et jure de se venger de tous.
Restés seuls, Asteria et Andronico se jurent leur amour tout en prévoyant de mourir. Tamerlano convie Asteria, Andronico et Bajazet à sa table et ordonne à Asteria de lui verser une coupe. Celle-ci y verse en cachette le poison, mais survient Irène qui révèle la tentative d'empoisonnement. Andronico sauve la vie d'Asteria en renversant la coupe. Après l'avoir violemment apostrophé, Bajazet voue Tamerlano aux enfers et se suicide devant lui par le poison, ce qui provoque le désespoir de sa fille Asteria qui réclame la mort.Tamerlano pardonne alors à tous et, tandis qu'il épouse Irène, il offre à Andronico le royaume de Grèce et la main d'Asteria. Tous chantent la paix retrouvée.

## Enregistrements
- Xavier Sabata (Tamerlano), Max Emanuel Cencic (Andronico), John Mark Ainsley (Bajazet), Karina Gauvin (Asteria), Ruxandra Donose (Irene), Pavel Kudinov (Leone). Orchestre Il Pomo d’Oro, Riccardo Minasi (2014)
- McCreesh/Bohlin/Mingardo/Bacelli/Domingo - DVD on Opus Arte - Teatro Real, Madrid (2008)
- Petrou/Katsuli?/Nesi/Spanos?/Christoyannis - on MDG (2007)
- Pinnock/Norberg-Schulz/Pushee/Bacelli/Randle - DVD on Arthaus - Bad Lauchstädt (2001)
- Erato NUM 75278-3 : Derek Ragin; Nigel Robson, Nancy Argenta, Michael Chance, Jane Findlay, René Schirrer ; English Baroque Soloists, dir. John Eliot Gardiner - concert à Cologne, 1985[2]
- CBS 13 M 37893 : Henri Ledroit, John Elwes, Mieke van der Sluis, René Jacobs, Isabelle Poulenard, Gregory Reinhart; La Grande Écurie et La Chambre du Roy ; Jean-Claude Malgoire, conductor (1983)[3]
- ORYX 4XLC 2 (USA issue on Cambridge) : Alexander Young, Carole Bogarde, Sophia Steffan, Gwendolyn Killebrew, Joanna Simon, Marius Rintzler; Chamber Orchestra of Copenhagen ; John Moriarty, conductor (1970)[4]

## Sources

### Partition
- « Tamerlano » (partition libre de droits), sur l'IMSLP.
- Partition de Tamerlano (ed. Friedrich Chrysander, Leipzig 1876)